# Замятьево
Замя́тьево — деревня в Балезинском районе Удмуртии России. Входит в состав Эркешевского сельского поселения.

## История
До 17 мая 2021 года деревня ходила в состав упразднённого в настоящее время Эркешевского сельского поселения.  

## Население
| 2007 | 2010 | 2012 | 2014 |
| ---- | ---- | ---- | ---- |
| 8    | →8   | ↘3   | ↗6   |

Национальный состав
Согласно результатам переписи 2002 года, в национальной структуре населения русские составляли 33 % от жителей, удмурты — 56 %.

## Улицы
Уличная сеть деревни представлена двумя улицами:
- ул. Замятьевская
- ул. Садовая